# Manifest (album)
Manifest är det andra studioalbumet av den svenska sångerskan Linda Sundblad, utgivet i mars 2010 på Roxy Recordings. Albumet producerades huvudsakligen av Johan "Kermit" Bobäck, som Sundblad även skrev flera av låtarna tillsammans med. Därtill har Max Martin varit med och skrivit två av låtarna. På albumet gästar Göteborgsbandet Fibes, Oh Fibes! ("Perfect Nobody") och Andreas Kleerup ("History"). Manifest nådde som bäst plats 36 på Sverigetopplistan.
Singlarna från albumet var "2 All My Girls" och "Let's Dance". Den senare användes som vinjettmusik till Let's Dance 2010 på TV4.

## Låtlista
| Nr  | Titel                                 | Kompositör                                      | Längd |
| --- | ------------------------------------- | ----------------------------------------------- | ----- |
| 1.  | Intro (Choice)                        | Linda Sundblad, Johan Bobäck                    | 2:34  |
| 2.  | Making Out                            | Sundblad, Max Martin                            | 3:10  |
| 3.  | Let's Dance                           | Bobäck, Fredrik Thomander                       | 3:11  |
| 4.  | It's Alright!                         | Sundblad, Bobäck                                | 4:01  |
| 5.  | Perfect Nobody (med Fibes, Oh Fibes!) | Sundblad, Mathias Nilsson, Christian Olsson     | 3:49  |
| 6.  | 2 All My Girls[a]                     | Sundblad, Martin, Alexander Kronlund            | 3:24  |
| 7.  | Serotonin                             | Sundblad, Bobäck, Jonas Sohn                    | 3:39  |
| 8.  | Suicide Girl                          | Sundblad, Niklas Olovson, Robin Mortensen Lynch | 3:01  |
| 9.  | Pick Up the Pieces                    | Sundblad, Bobäck, Sohn                          | 3:13  |
| 10. | Damage                                | Sundblad, Bobäck, Sohn                          | 3:25  |
| 11. | History (med Kleerup)                 | Sundblad, Andreas Kleerup                       | 4:05  |
| 12. | Feel So Good                          | Sundblad, Kronlund                              | 2:50  |

Noter
- ^[a]  På albumets baksida skrivs titeln som "2 All My Girls" men varianten "To All My Girls" förekommer också.

## Listplaceringar
| Lista (2010)                | Högsta placering |
| --------------------------- | ---------------- |
| Sverige (Sverigetopplistan) | 36               |

### Fotnoter
1. ↑  Information i Svensk mediedatabas.
2. ↑  "Linda Sundblad – Manifest". Discogs. Läst 10 februari 2016.
3. ↑  Swedishcharts.com - Discography Linda Sundblad. Hung Medien. Läst 27 januari 2016.